# La Chapelle (Savoie)
Ne doit pas être confondu avec Les Chapelles.
Pour les articles homonymes, voir La Chapelle.
La Chapelle est une commune française située dans le département de la Savoie, en région Auvergne-Rhône-Alpes.

## Géographie

### Localisation
La Chapelle est une commune de la vallée de la Maurienne en Savoie, située entre Épierre au nord et Les Chavannes-en-Maurienne au sud.
Elle se trouve dans l'Aire d'attraction de Saint-Jean-de-Maurienne et le bassin de vie de cette ville, ainsi que dans la zone d'emploi de la Maurienne.

### Communes limitrophes
Les communes limitrophes sont  Les Chavannes-en-Maurienne, Saint François Longchamp, Saint-Léger, Saint-Rémy-de-Maurienne et Épierre.
| Saint-Léger             | Épierre                    |               |
|                         | La Chapelle                | Montgellafrey |
| Saint-Rémy-de-Maurienne | Les Chavannes-en-Maurienne |               |

### Géologie et relief
La superficie de la commune est de 12,28 km2 ; son altitude varie de 360  à   2 200 mètres.

### Hydrographie

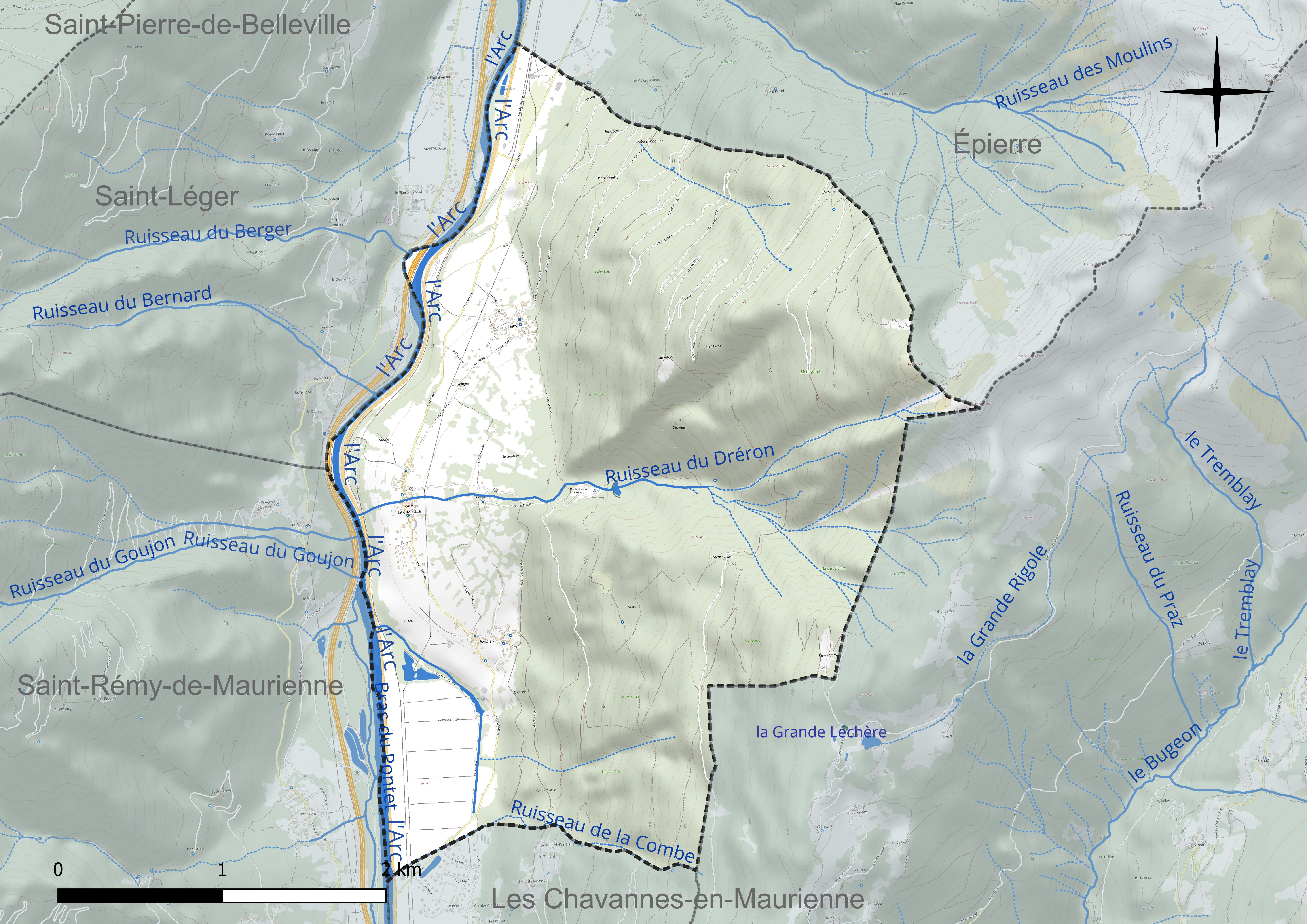
Carte hydrographique de la commune.

Le territoire communal est limité à l'ouest par le lit de l'Arc, sur l'imposant cône de déjection de la combe Benoît drainée par le ruisseau du Dréron (ou Drairon) descendant du massif de la Lauzière à l'est.
L'Arc est un affluent en rive gauche de l'Isère, et donc un sous-affluent du fleuve le Rhône.
Le lac de Gondran est un plan d'eau apprécié des pêcheurs.

### Climat
Pour des articles plus généraux, voir Climat d'Auvergne-Rhône-Alpes et Climat de la Savoie.
En 2010, le climat de la commune est de type climat de montagne, selon une étude du Centre national de la recherche scientifique s'appuyant sur une série de données couvrant la période 1971-2000. En 2020, Météo-France publie une typologie des climats de la France métropolitaine dans laquelle la commune est exposée à un climat de montagne ou de marges de montagne et est dans la région climatique Alpes du nord, caractérisée par une pluviométrie annuelle de 1 200 à 1 500 mm, irrégulièrement répartie en été.
Pour la période 1971-2000, la température annuelle moyenne est de 10,5 °C, avec une amplitude thermique annuelle de 19,4 °C. Le cumul annuel moyen de précipitations est de 1 168 mm, avec 9,6 jours de précipitations en janvier et 9 jours en juillet. Pour la période 1991-2020, la température moyenne annuelle observée sur la station météorologique de Météo-France la plus proche, « Saint-Alban des Hurtières », sur la commune de Saint-Alban-d'Hurtières à 7 km à vol d'oiseau, est de 11,0 °C et le cumul annuel moyen de précipitations est de 1 274,5 mm,. Pour l'avenir, les paramètres climatiques de la commune estimés pour 2050 selon différents scénarios d'émission de gaz à effet de serre sont consultables sur un site dédié publié par Météo-France en novembre 2022.

## Urbanisme

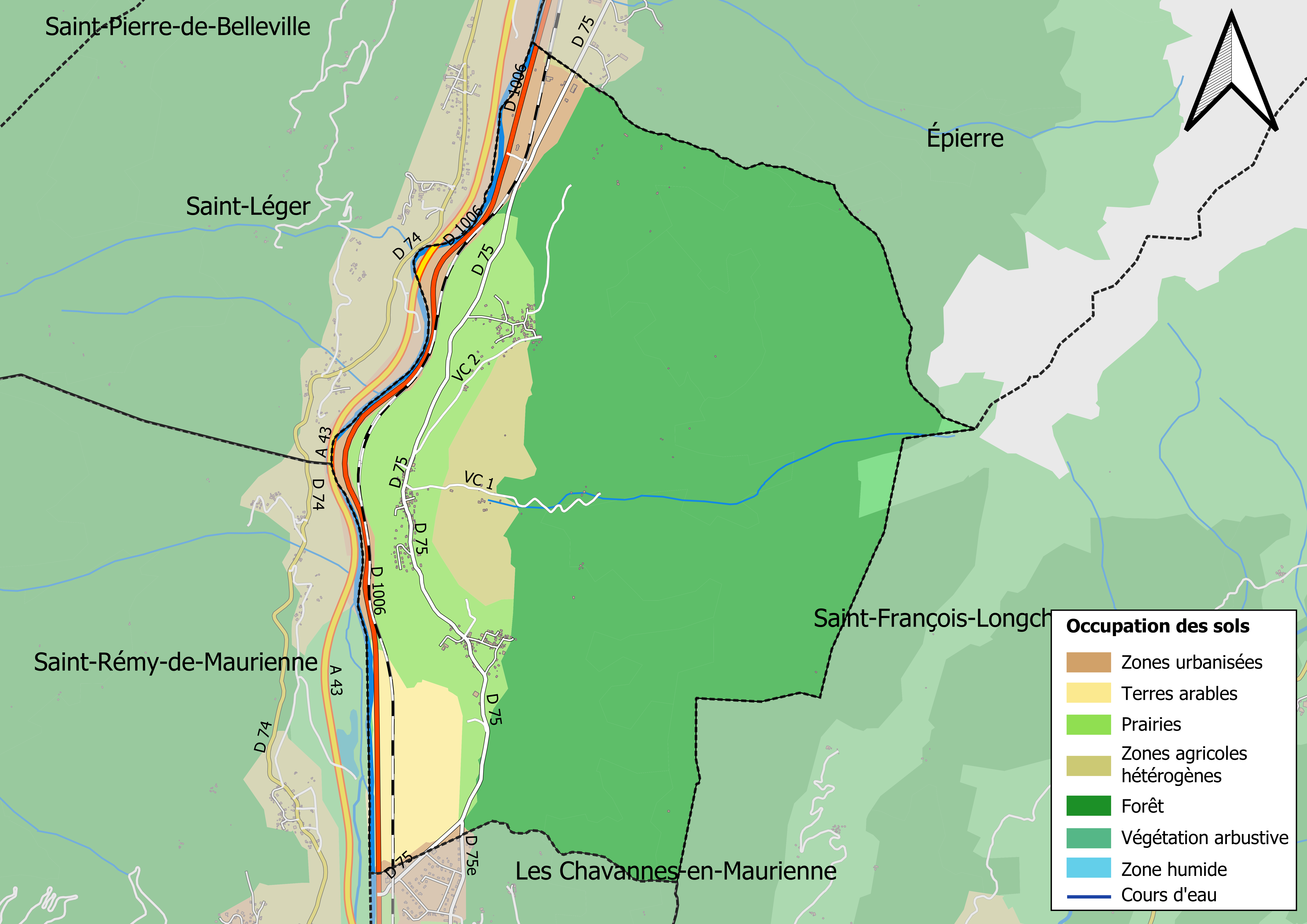
Carte des infrastructures et de l'occupation des sols en 2018 (CLC) de la commune.

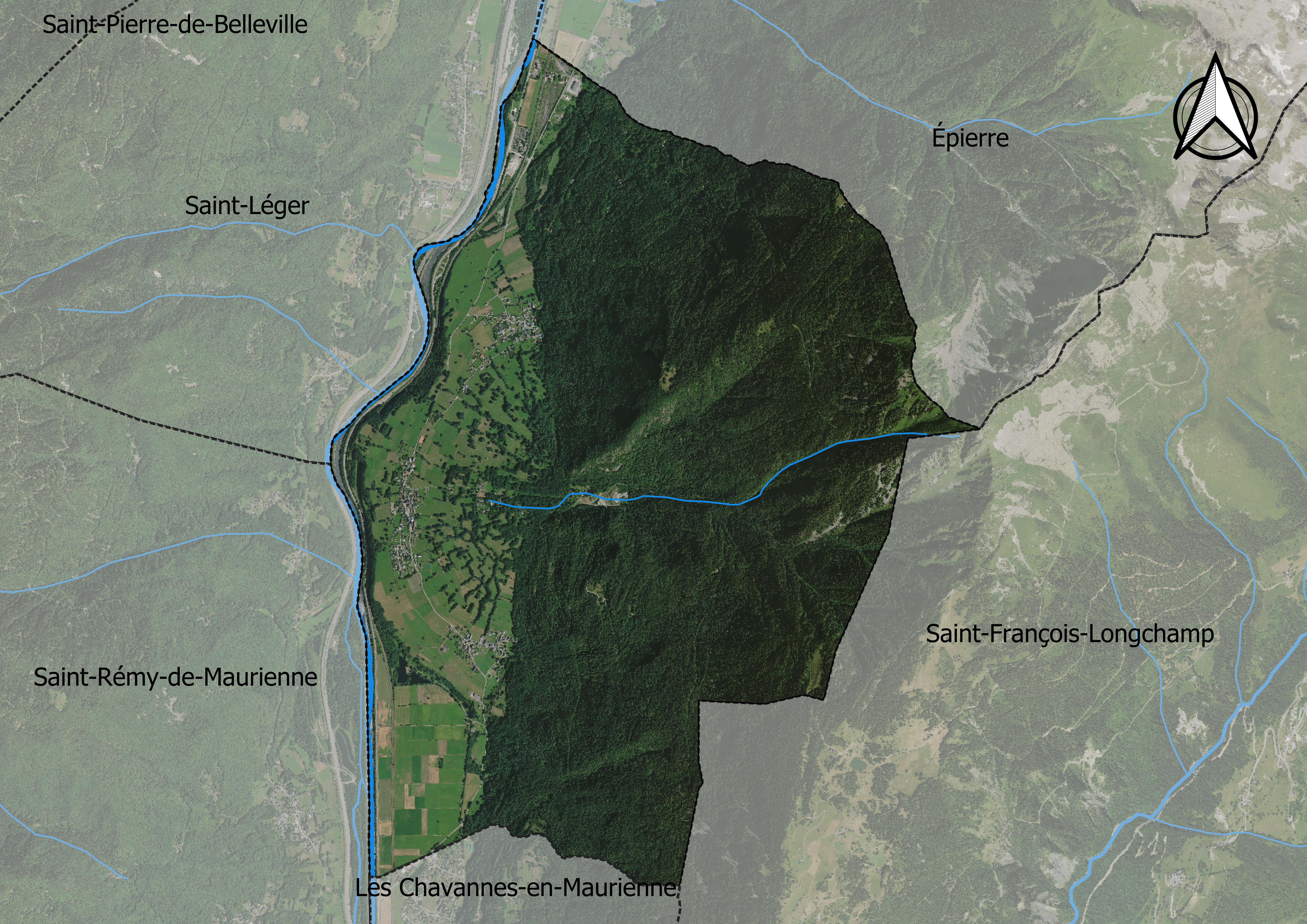
Carte orthophotogrammétrique de la commune.

### Typologie
Au 1er janvier 2024, La Chapelle est catégorisée commune rurale à habitat dispersé, selon la nouvelle grille communale de densité à sept niveaux définie par l'Insee en 2022.
Elle est située hors unité urbaine. Par ailleurs la commune fait partie de l'aire d'attraction de Saint-Jean-de-Maurienne, dont elle est une commune de la couronne,. Cette aire, qui regroupe 26 communes, est catégorisée dans les aires de moins de 50 000 habitants,.

### Occupation des sols
L'occupation des sols de la commune, telle qu'elle ressort de la base de données européenne d’occupation biophysique des sols Corine Land Cover (CLC), est marquée par l'importance des forêts et milieux semi-naturels (72 % en 2018), en diminution par rapport à 1990 (73 %). La répartition détaillée en 2018 est la suivante :
forêts (70,9 %), prairies (13,7 %), zones agricoles hétérogènes (4,9 %), terres arables (4,7 %), zones industrielles ou commerciales et réseaux de communication (4,5 %), milieux à végétation arbustive et/ou herbacée (1,1 %), zones urbanisées (0,2 %).
L'IGN met par ailleurs à disposition un outil en ligne permettant de comparer l’évolution dans le temps de l’occupation des sols de la commune (ou de territoires à des échelles différentes). Plusieurs époques sont accessibles sous forme de cartes ou photos aériennes : la carte de Cassini (XVIIIe siècle), la carte d'état-major (1820-1866) et la période actuelle (1950 à aujourd'hui).

### Lieux-dits, hameaux et écarts
La chapelle compte deux hameaux, hameaux de Tigny et Gondran, établis, comme le bourg, en rive droite de l'Arc.

### Habitat et logement
En 2020, le nombre total de logements dans la commune était de 218, alors qu'il était de 212 en 2015 et de 204 en 2010.
Parmi ces logements, 68,3 % étaient des résidences principales, 17,4 % des résidences secondaires et 14,2 % des logements vacants. Ces logements étaient pour 94 % d'entre eux des maisons individuelles et pour 6 % des appartements.
Le tableau ci-dessous présente la typologie des logements à la La Chapelle en 2020 en comparaison avec celle de la Savoie et de la France entière. Une caractéristique marquante du parc de logements est ainsi une proportion de résidences secondaires et logements occasionnels (17,4 %) inférieure à celle du département (37 %) mais supérieure à celle de la France entière (9,7 %). 
| Typologie                                               | La Chapelle | Savoie | France entière |
| ------------------------------------------------------- | ----------- | ------ | -------------- |
| Résidences principales (en %)                           | 68,3        | 57     | 82,1           |
| Résidences secondaires et logements occasionnels (en %) | 17,4        | 37     | 9,7            |
| Logements vacants (en %)                                | 14,2        | 6      | 8,2            |

### Voies de communication et transports

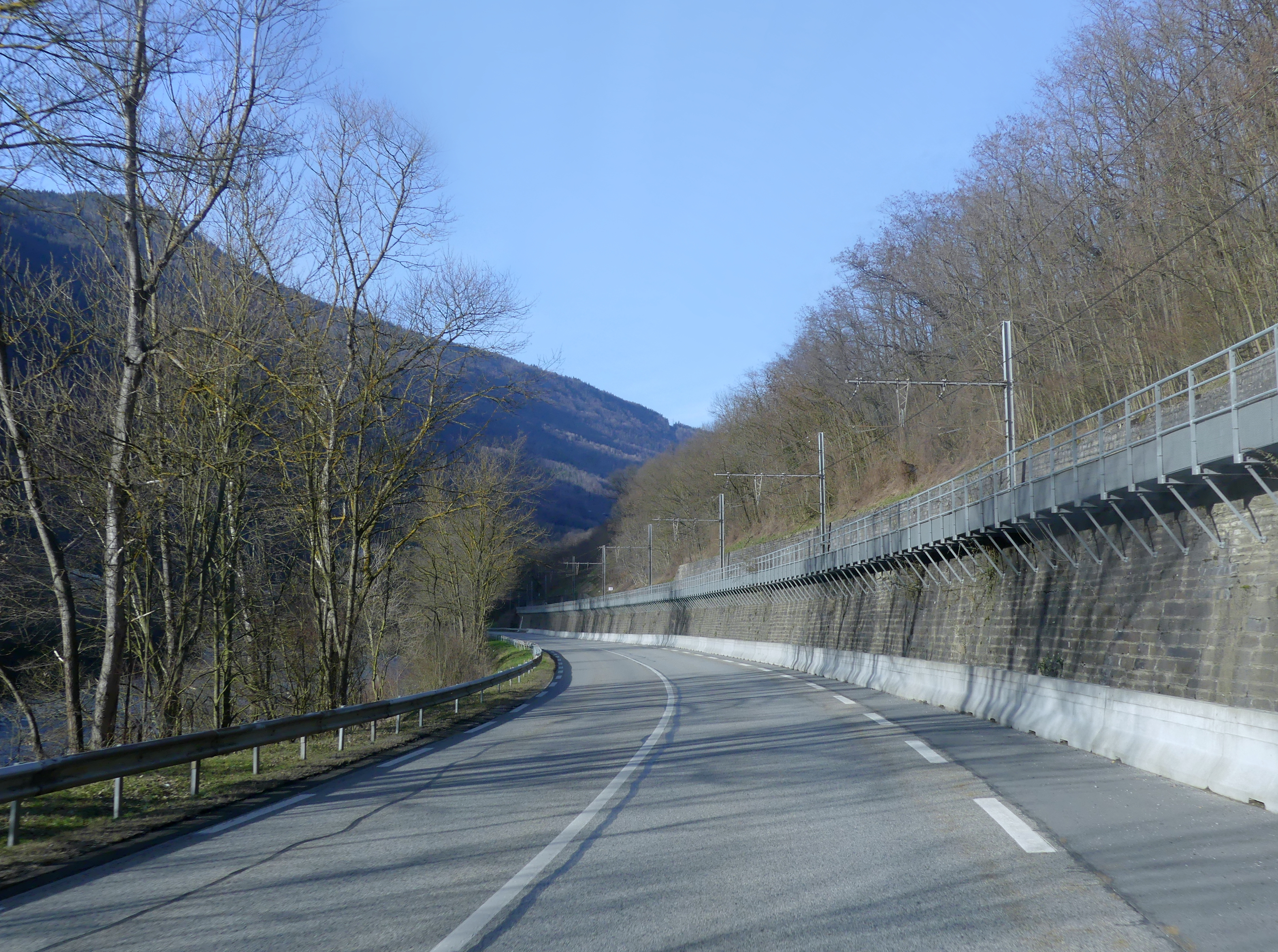
L'ancienne route nationale surplombée par les voies ferrées.

La commune est principalement traversée par l'ancienne route nationale 6 (actuelle RD 1006) qui relie Le Pont-de-Beauvoisin à la frontière italienne.
Le village est lui desservi par la route départementale 75.
La Chapelle est traversée par la ligne de Culoz à Modane (frontière), un important axe ferroviaire international. La station de chemin de fer la plus proche est la gare d'Épierre - Saint-Léger, desservie par des trains TER Auvergne-Rhône-Alpes, qui effectuent des missions entre les gares de Chambéry - Challes-les-Eaux et de Modane.
L’autoroute A43 passe, elle, sur la rive opposée de l'Arc, sur les communes de Saint-Léger et de Saint-Rémy-de-Maurienne.

### Risques naturels et technologiques
Entre 2015 et 2017, La Chapelle a été le siège d'un essaim de séismes ayant généré de nombreux séismes ressentis. La magnitude 3,7 a été atteinte à deux reprises fin octobre 2017.

## Toponymie
Au cours de la période médiavale, on trouve ecclesia la capelle, puis La Chapelle en 1738. Au cours de l'occupation par les Révolutionnaires français, la commune prend le nom de Les Sillons, puis La Chapelle en Maurienne, en 1818.
En francoprovençal, le nom de la commune s'écrit La Shapéla, selon la graphie de Conflans.

## Histoire
Au cours de la période médiavale, la paroisse relève des seigneurs de La Chambre.
Jusqu'au XIVe siècle, peut-être après, le territoire comprend deux paroisses avec celle du chef-lieu et celle comprenant le hameau de Tigny. Ce dernier est mentionné en 1278.
La communauté obtient son affranchissement, en 1759 par rachat au marquis de La Chambre.
À la fin de la Seconde Guerre mondiale, la commune est libérée le 21 août 1944.

## Politique et administration

### Rattachements administratifs et électoraux

#### Rattachements administratifs
La commune se trouve depuis le rattachement de la Savoie à la France de 1860 dans l'arrondissement de Saint-Jean-de-Maurienne du département de la Savoie
Elle faisait partie depuis 1801 du canton de La Chambre ou du Mandement sarde éponyme. Dans le cadre du redécoupage cantonal de 2014 en France, cette circonscription administrative territoriale a disparu, et le canton n'est plus qu'une circonscription électorale.

#### Rattachements électoraux
Pour les élections départementales, la commune fait partie depuis 2014 du canton de Saint-Jean-de-Maurienne
Pour l'élection des députés, elle fait partie de la troisième circonscription de la Savoie.

### Intercommunalité
Conformément aux prescriptions de la loi de réforme des collectivités territoriales du 16 décembre 2010, qui a prévu le renforcement et la simplification des intercommunalités et la constitution de structures intercommunales de grande taille, La Chapelle, jusqu'alors commune isolée, rejoint le 1er janvier 2014 la communauté de communes du Canton de La Chambre, un établissement public de coopération intercommunale (EPCI) à fiscalité propre créé en 2001 sous le nom de communauté de communes de la Vallée du Glandon et auquel la commune a transféré un certain nombre de ses compétences, dans les conditions déterminées par le code général des collectivités territoriales.

### Administration municipale
Le nombre d'habitants au dernier recensement étant compris entre 100 et 499, le nombre de membres du conseil municipal est de 11.

### Liste des maires
| Période                                  | Période                        | Identité           | Étiquette      | Qualité                                                     |
| ---------------------------------------- | ------------------------------ | ------------------ | -------------- | ----------------------------------------------------------- |
| Les données manquantes sont à compléter. |                                |                    |                |                                                             |
|                                          |                                |                    |                |                                                             |
| 1860                                     |                                | Alphonse Assier    |                |                                                             |
|                                          |                                |                    |                |                                                             |
| mars 1971                                | mars 2001                      | Louis Basset       | PCF            |                                                             |
| mars 2001                                | mai 2020                       | Jean-Louis Portaz, | PG             | Conseiller général de La Chambre (2011 → 2015)              |
| mai 2020,                                | février 2023                   | Stéphane Robin     | Sans étiquette | Conseiller municipal de Saumur (2008 → 2014) Démissionnaire |
| avril 2023                               | En cours (au 30 novembre 2023) | Charles Costel     |                | Profession libérale                                         |

### Instances de démocratie participative
La commune s'est dotée d'un Conseil municipal des jeunes.

## Population et société
Les habitants sont appelées les Châpelains et les Châpellaines.

### Démographie
L'évolution du nombre d'habitants est connue à travers les recensements de la population effectués dans la commune depuis 1793. Pour les communes de moins de 10 000 habitants, une enquête de recensement portant sur toute la population est réalisée tous les cinq ans, les populations de référence des années intermédiaires étant quant à elles estimées par interpolation ou extrapolation. Pour la commune, le premier recensement exhaustif entrant dans le cadre du nouveau dispositif a été réalisé en 2005.

En 2022, la commune comptait 327 habitants, en évolution de −2,1 % par rapport à 2016 (Savoie : +3,63 %, France hors Mayotte : +2,11 %).
| 1793 | 1800 | 1806 | 1822 | 1838 | 1848 | 1858 | 1861 | 1866 |
| ---- | ---- | ---- | ---- | ---- | ---- | ---- | ---- | ---- |
| 637  | 667  | 671  | 790  | 854  | 858  | 831  | 799  | 765  |

| 1872 | 1876 | 1881 | 1886 | 1891 | 1896 | 1901 | 1906 | 1911 |
| ---- | ---- | ---- | ---- | ---- | ---- | ---- | ---- | ---- |
| 720  | 766  | 784  | 809  | 812  | 785  | 752  | 753  | 634  |

| 1921 | 1926 | 1931 | 1936 | 1946 | 1954 | 1962 | 1968 | 1975 |
| ---- | ---- | ---- | ---- | ---- | ---- | ---- | ---- | ---- |
| 572  | 476  | 516  | 458  | 434  | 371  | 313  | 259  | 232  |

| 1982 | 1990 | 1999 | 2005 | 2006 | 2010 | 2015 | 2020 | 2022 |
| ---- | ---- | ---- | ---- | ---- | ---- | ---- | ---- | ---- |
| 219  | 239  | 268  | 306  | 311  | 351  | 339  | 330  | 327  |

### Enseignement
La commune est rattachée à l'académie de Grenoble.

## Économie
L'intercommunalité a aménagé au début des années 2020 la zone d'activité du Vornay sur un terrain de 5 ha situé au nord de la commune, dont le premier lot est utilisé pour les besoins du chantier du,.
À la ferme Laymond, au hameau de Gondron, est fabriquée de la Tomme de Savoie et du Gruyère français.

## Culture locale et patrimoine

### Lieux et monuments
- L'église Saint-Philibert, située au chef-lieu, construite vers 1700, puis reconstruite au début du siècle suivant[35]. Fermée au public, elle est dotée d'un retable baroque remarquable[34].
- L’oratoire de saint Antoine de Padoue, situé entre le bourg et le hameau de Gondran, a été reconstruit en 1863. Il est le lieu de nombreuses légendes[36],[34].
- La chapelle de Saint-Bernard de Menthon, au hameau des Moulins, reconstruite au XIXe siècle[37]. Elle a conservé de l'édifice précédent un tableau représentant son saint patron[34].
- Le château branlant.
- Monument aux morts[38]
- Nombreux chemins de randonnée, notamment vers le massif de la Lauzière[34].

### Sites naturels et biodiversité

#### Réseau Natura 2000

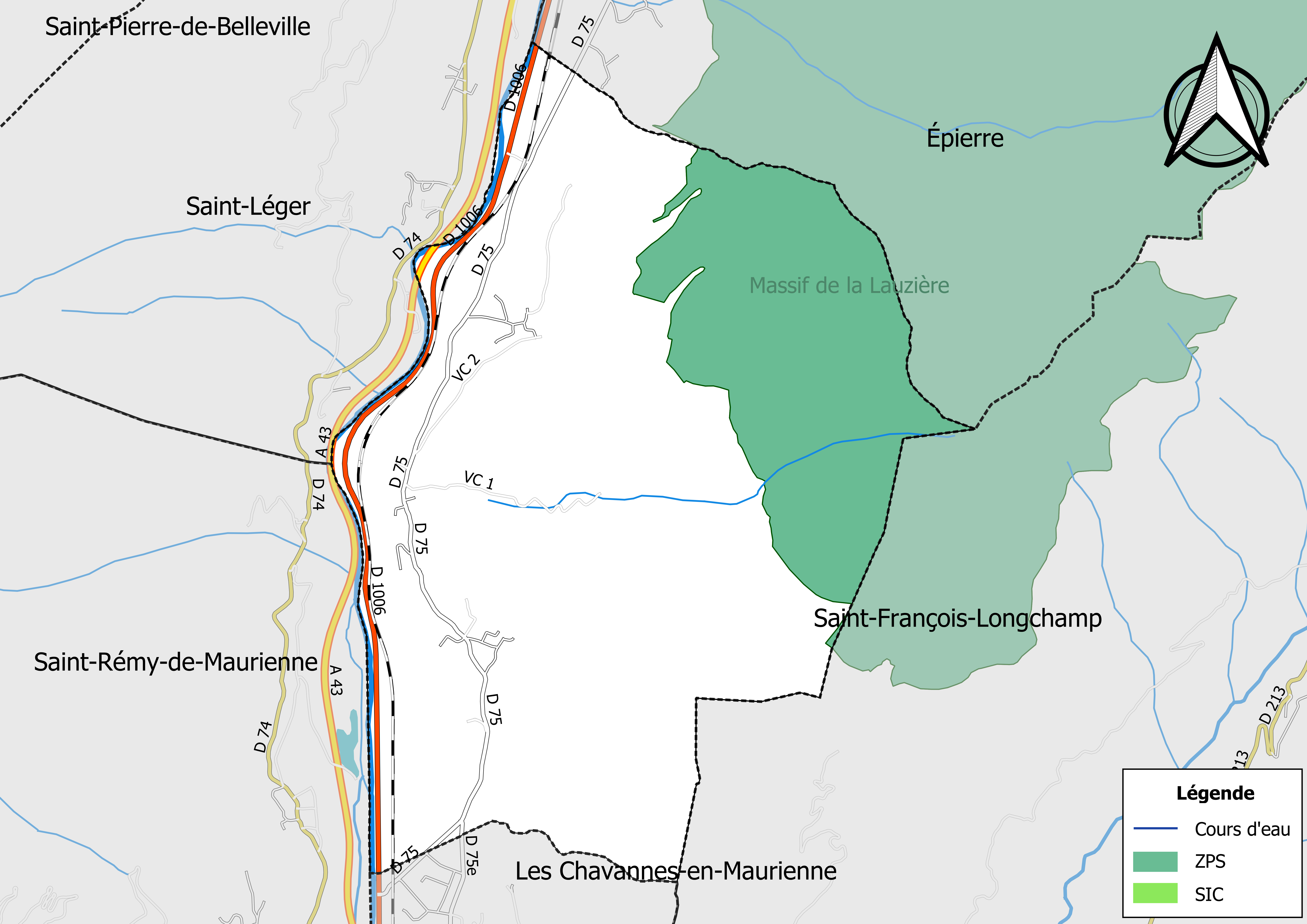
Site Natura 2000 sur le territoire communal.

Le réseau Natura 2000 est un réseau écologique européen de sites naturels d'intérêt écologique élaboré à partir des directives habitats et oiseaux, constitué de zones spéciales de conservation (ZSC) et de zones de protection spéciale (ZPS).
Un site Natura 2000 a été défini sur la commune au titre de la directive habitats : une partie de celle du « Le Massif de la Lauzière ».

#### Zones naturelles d'intérêt écologique, faunistique et floristique
L’inventaire des zones naturelles d'intérêt écologique, faunistique et floristique (ZNIEFF) a pour objectif de réaliser une couverture des zones les plus intéressantes sur le plan écologique, essentiellement dans la perspective d’améliorer la connaissance du patrimoine naturel national et de fournir aux différents décideurs un outil d’aide à la prise en compte de l’environnement dans l’aménagement du territoire.
Une ZNIEFF de type 1 est recensée sur la commune, celle du Massif de la Lauzière ;
et une ZNIEFF de type 2, celle des Massifs de la Lauzière et du Grand Arc .

Carte des ZNIEFF de type 1 et 2 à Caunes-Minervois.
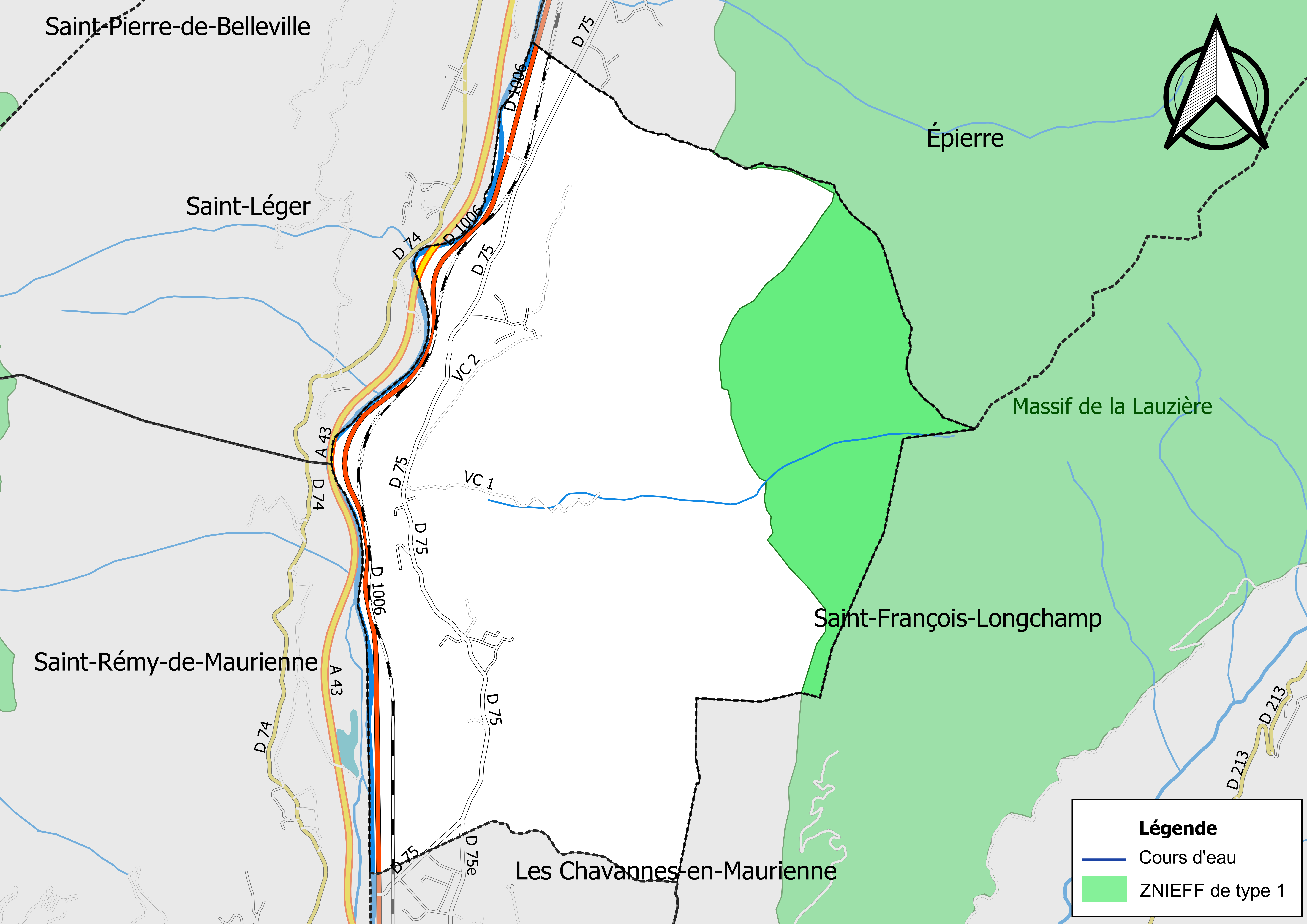
Carte des ZNIEFF de type 1 sur la commune.
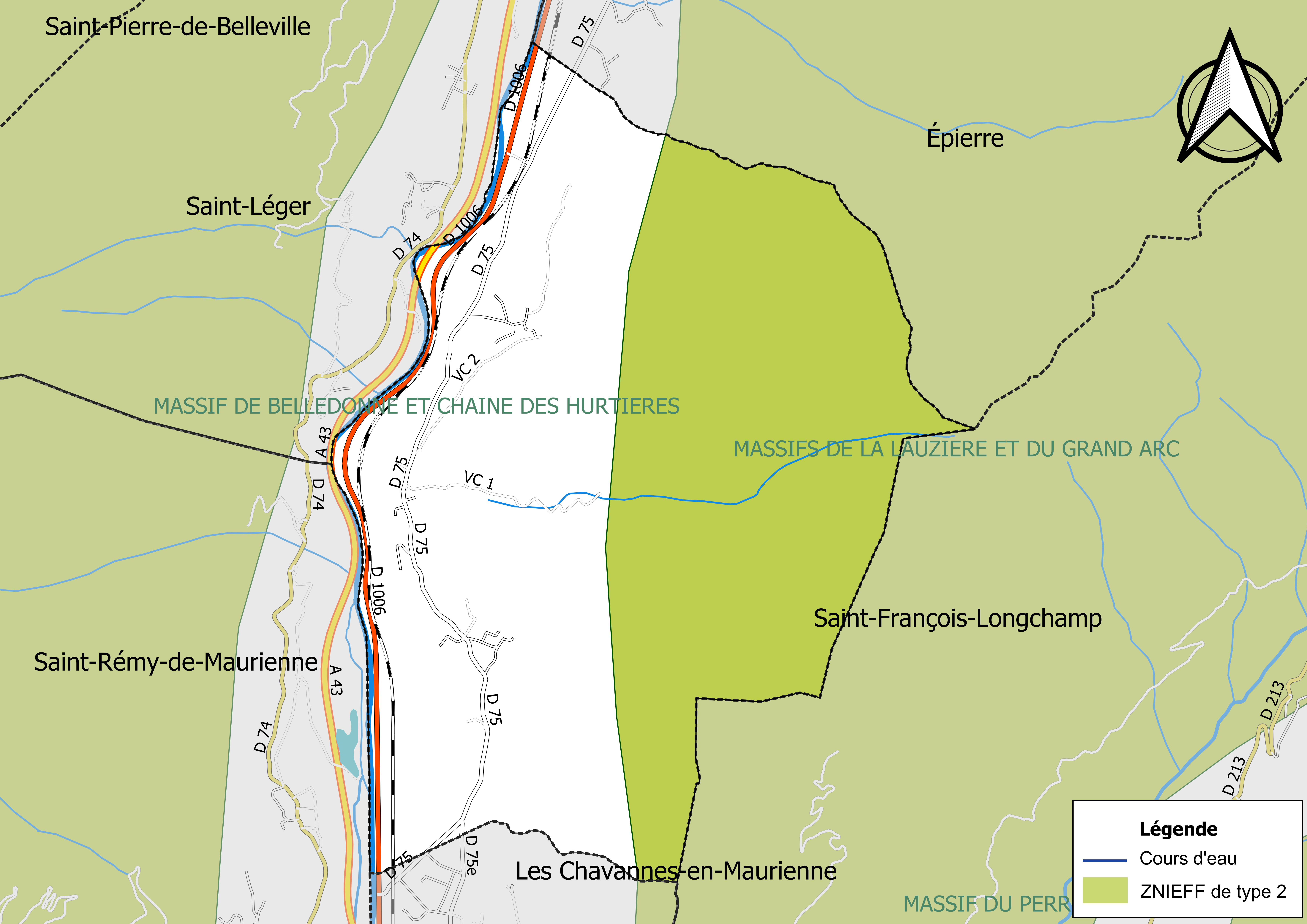
Carte des ZNIEFF de type 2 sur la commune.

### Zones humides
Deux zones humides sont également référencées sur la commune : celle de La Chapelle (1,50 ha) et celle de Saint-Léger (0,13 ha).